# Era cristiana
En l'any 525, el Papa Hormisdes I va encarregar a Dionís l'Exigu, un astrònom abat d'un monestir romà, establir com any primer de l'era cristiana, el de l'encarnació de Jesús. L'astrònom es va equivocar de 4 anys en oblidar-se de comptar 4 anys de mandat d'August a la llista d'emperadors romans.
Dionís va calcular la data a partir del Cicle metònic en correspondència a la Pàsqua amb lluna plena, i va calcular 7 cops 4 cicles, 532 anys, que va fer quadrar amb el següent cicle de pasqua al cap de 7 anys, de manera que va establir que l'any zero seria 525 anys abans del llavors present, Com Jesucrist va néixer l'any de la mort d'Herodes I el Gran va deduir que Jesús va néixer l'any 753 de la fundació de Roma (AUC), quan de fet succeí cap al 749. No obstant això, aquest sistema cronològic, en la variant de l'Era de la Nativitat no es va aplicar a Occident fins a l'any 742, i a Orient fins al segle xvi. A Catalunya es va començar a usar a finals del segle ix.